# Георг Лудвиг I фон дер Шуленбург
Георг Лудвиг I фон дер Шуленбург (на немски: Georg Ludwig I Graf v.d.Schulenburg; * 23 юли 1719, Хелен; † 30 октомври 1774, Хелен) е граф от род фон дер Шуленбург (от „Бялата линия“) в Хелен на Везер, Долна Саксония.

## Произход
Той е петият син (от 12 деца) на граф Кристиан Гюнтер фон дер Шуленбург (1684 – 1765) и съпругата му фрайин Хедвиг Ернестина фон Щайнберг (1692 – 1750), дъщеря на Фридрих фон Щайнберг и Гертруда Луиза фон Грапендорф. Брат е на Фридрих XIII (1711 – 1765), Лудвиг Ернст Матиас (1712 – 1753), Даниел Кристоф Георг (1716 – 1772), Кристиан Хиронимус Адолф (1717 – 1773) и Вернер Ахац († 1722)
Баща му Кристиан Гюнтер е издигнат, заедно с брат му Адолф Фридрих фон дер Шуленбург, чрез император Карл VI, на имперски граф на 7 декември 1728 г. във Виена.
Дворецът Хелен на Везер е до 1956 г. собственост на род фон дер Шуленбург.

## Фамилия
Георг Лудвиг I фон дер Шуленбург се жени на 20 юли 1754 г. за графиня София Фридерика Шарлота фон дер Шуленбург (* 17 март 1725, Берлин; † 10 юни 1772, Хелен), дъщеря на чичо му граф Адолф Фридрих фон дер Шуленбург (1685 – 1741) и Анна Аделхайд Катарина фон Бартенслебен (1699 – 1756). Те имат пет деца:
- Вернер Кристиан Адолф фон дер Шуленбург (* 21 ноември 1755, Целе; † 18 ноември 1816, Хелен), женен за Сара Доротея Луиза фон Герщайн-Хоенщайн (* 22 юни 1779; † 1851); имат пет деца
- Ахац Карл Вилхелм фон дер Шуленбург (1757 – 1837), женен за Хенриета Каролина Якобина Жанета Луиза фон Векерлин
- Георг Фердинанд фон дер Шуленбург (1758 – 1816)
- Анна Ернестина фон дер Шуленбург (1759 – 1832), омъжена за Йохан Филип фон Хекел
- Герлах Кристиан Август фон дер Шуленбург († 1763)